# 上妻世海
上妻 世海（こうづま せかい、1989年 - ）は、作家、キュレーター。

## 経歴
慶應義塾大学経済学部卒(千葉雅也の講義をモグリで受けていただけである)。

## 疑惑
『芸術作品における「魅惑の形式」試論』と『制作へ』において、両者ともに何の説明もせずに加筆修正や正誤表で訂正をしている(加筆修正では読者がどのような変更がなされたのか知ることができないし、正誤表もインターネットに公開されるだけでは読者に情報の誤りがきちんと周知されない)。
https://artscape.jp/focus/10128591_1635.html
https://ekrits.jp/wp-content/uploads/errata_TowardForming.pdf

## キュレーション
- 「世界制作のプロトタイプ」展（HIGURE 17 -15cas、2015）。
- 「≋wave≋ internet image browsing」展（TAV GALLERY、2014）

## 著作
- 『制作へ』（2018年）
- 『制作の共同体へ』（美術手帖 2016年12月号）
- 『芸術作品における「魅惑の形式」試論』（artscape 2016年10月15日号[剽窃を、自分たちの問題でないかのように流している]）